# Себастьяно Дзіані
Себастьяно Дзіані (італ. Sebastiano Ziani) — 39-й венеційський дож у 1172—1178 роках.

## Біографія
Належав до торгівців цінним крамом. Його родина мешкала в парафії Сан-Джустіна, де знаходився родинний палац роду Дзіані. Перші звістки про нього датуються 1138 роком, коли він підписав документ для дожа П'єтро Полані, його ім'я посідає четверте місце, після трьох суддів. На той час ймовірно був одружений з Цецилією з невідомого роду, від якої народився син Філіпп.
З 1146 року його підпис на державних та приватних документа з'являється частіше. З них випливає, що він інвестував великі суми грошей у комерційні підприємства та особисто займався купецькою діяльністю, 1147 року їздив до Константинополя та часто відвідуючи ринок Ріальто, щоб торгувати цінними речами. 
1150 року очолював посольство до візантійського імператора Мануїла I. У 1156—1165 роках обіймав посаду судді. У 1150-х роках овдовів, після чого одружився з Фроззою, яка народила 3 синів. 1157 року призначений адвокатом впливового монастир Брондоло. У 1155—1156 роках і 1157 році відправляв сина Філіппа та брата Стефано відповідно до Константинополя з комерційними завданнями. Актвино скуповував землю, маєтки та будівлі у столиці, ставши до 1160 року однією з найзаможніших осіб республіки.
1164 року разом з Оріо Мастроп'єро був одним з головних позичальників міст Веронської марки у 1150 срібних марок, що дозволило утворити Веронську лігу. Натомість разом з колегою отримав на 11 років доходи з ринку Ріальто. 1166 року увійшов до ради суддів та ради мудрих. 1168 року увійшов до Малої ради. У 1170 році разом з Оріо Мастроп'єро знову вирушив з дипломатичним завданням до візантійського імператора Мануїла I, зумівши зменшити напруженість між венеціанцями та візантійцями.
29 вересня 1172 року обирається дожем, через 4 місяці після загибелі його попередника Вітале II Мікеле. Він був першим, кого було обрано колегією з одинадцяти членів, а не призначено шляхом акламації. 
У зовнішній політиці покладався на дипломатію. Зберігаючи Венецію в Ломбардській лізі, він сприяв відносинам з імператором Фрідріхом I та підтримав його 1173 році під час облоги Анкони, але 1174 року венеційський флот зазнав поразки. 
Тривалий час йому не вдалося покращити відносини з візантійцями, незважаючи на безперервний обмін делегаціями з обох сторін. Вже 1172 року відправив посольство на чолі із Вітале Дандоло до імператора Мануїла I, але без успіху. 1173 року зіткнувшись із затягуванням переговорів, Дзіані знову почав підготовку до поновлення збройного протистояння з Візантією.
Поліпшення відносин з імператором сприяло 1175 року укладанню договору з Пізанською республікою. Того ж року було укладено політичну та торгівельну угоду з сицилійським королем Вільгельмом II. Це змусило Мануїла I нарешті укласти мир, що завершив війну Венеції з Візантією. Імператор Візантії погодився повернути свободу і майно венеційським колоністам на територіях імперії та виплатити тисячу п'ятсот фунтів золота, а також відновити попередні торгові привілеї венеційців на території Візантійської імперії.
У травні 1177 року імператор Фрідріх I підтвердив усі попередні привілеї венеційців в імперії, а також звільнення від податків для венеціанської торгівлі. Це було зроблено на дяку дипломатичних зусиль дожа, що сприяв встановленню миру між імператором папою римським Олександром III та Ломбардською лігою.
Останнім дипломатичним успіхом Себастьяно Дзіані став договір з Генуезькою республікою, підписаний у Кремоні 20 жовтня 1177 року, що забезпечив мирне співіснування на майже 20 років.
Велику увагу приділяв розбудові власне Венеції. Дож розділив столицю на багато районів. Подарував місту ділянку землі, куди переніс туди її головну верф. Фінансував будівництво площі Сан-Марко. Серед проєктів було засипання річки Ріо-Батаріо, яка проходила паралельно базиліці Св. Марка, що сьогодні знаходиться на півдорозі до площі. Він вимощував головну площу, а також П'яццетту, з якою вона з'єднана. Він найняв візантійського інженера для встановлення двох колон, які стоять на початку П'яццетти, звернених до лагуни.
Помер 1178 року у монастирі Сан-Джорджо-Маджоре. Його наступником став колега в політичних та комерційних справах Оріо Мастроп'єро. 